# Tres Cruces
|  | Pel barri de Montevideo, vegeu Tres Cruces (Montevideo) |

Tres Cruces , també conegut com a Nevado Tres Cruces, és un massís d'origen volcànic situat a la Serralada de los Andes, al límit de Xile amb la província de Catamarca (Argentina). La major part del massís es troba en territori xilè.
Presenta entre 8 i 12 kilòmetres d'extensió nord-sud i quatre cims principals, dos d'ells molt per sobre dels 6.000 metres: 
Té dos cims principals, Tres Cruces Sur a 6.748 metres i Tres Cruces Centro a 6.629 m, i un tercer cim menor, Tres Cruces Norte de 6.030 m. Tres Cruces Sur és la sisena muntanya més alta dels Andes.
Una collada d'aproximadament 6.000 m separa aquests dos cims, fent possible la doble ascensió per part dels alpinistes. El cim sud, conegut amb el nom de Cerro Tres Cruces Sur, a tocar de la frontera entre Xile i l'Argentina, és el segon cim més alt de Xile i el sisè del continent americà.
Les morenes es troben per sobre dels 4.400 metres d'altitud i una morena terminal ben desenvolupada als peus del Nevado Tres Cruces, a 4.200 metres d'altitud, ha estat trencada pel riu Lamas. Hi ha circs a 5.500 metres als costats orientals del Nevado Tres Cruces i hi ha rastres periglacials. Actualment, l'altitud de la línia d'equilibri es troba a uns 5.800 metres; durant l'últim màxim glacial, l'altitud de la línia d'equilibri va baixar fins als 5.500 metres.